# 母乳栄養

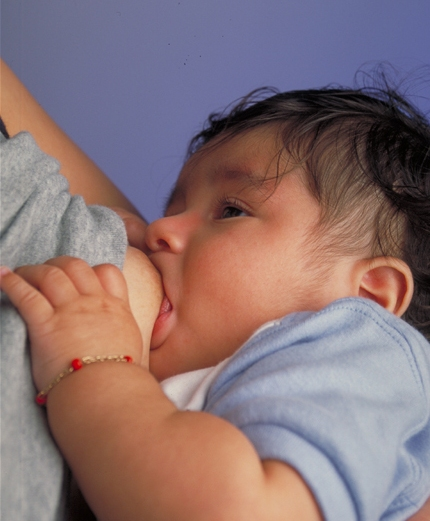
A baby breastfeeding

母乳栄養（ぼにゅうえいよう）とは、栄養のために母乳を乳児に授乳すること。粉ミルクによる人工栄養と対となる。以下、断りのないかぎり「授乳」を「母乳栄養」および「直接乳房から母乳を与えること」の双方の意味で用いる。「乳児」には新生児も含める。
感染のリスクや特定の先天性代謝異常症のなどの例外を除いて、母乳は多くの乳児の健康にとって最良の食事である。母乳中の栄養構成は、母親の食事の影響を受ける。
多くの薬剤の添付文書に妊娠・授乳中の使用上の注意が表示されているが、倫理的な問題から胎児・乳児への安全性を臨床試験等で明らかにすることが難しいことが背景に挙げられ、母乳に移行する薬剤は微量に過ぎないことも多い。
乳児の健康のためには授乳する母親の体調も重要である。自己判断だけで服薬や授乳を中止するようなことは避け、服薬の調整や授乳可能かについて医師などと相談することが大切とされる。授乳中に安全に使用できると考えられる薬の一覧や、電話を含む相談方法、各都道府県における「妊娠と薬外来」の所在地については、国立成育医療研究センター 妊娠と薬情報センターのウェブサイトで確認できる。
世界保健機関(WHO) は粉ミルクに関する行き過ぎた宣伝を抑止するために1981年に「母乳代替品のマーケティングに関する国際基準」をまとめた。その5条では一般消費者に宣伝すること自体が禁止されている。米国小児科学会(AAP)など、多くの政府機関や国際機関、学会が母乳栄養を推奨している日本でも厚生労働省の「健やか親子21」で母乳育児の増加を目標に掲げている。

## 乳汁合成
妊娠後半の6か月の間、妊婦は盛んに乳腺の成長を促す次のようなホルモンを分泌する。
- プロゲステロン
- エストロゲン
- 卵胞刺激ホルモン (FSH)
- 黄体形成ホルモン (LH)
- プロラクチン
- オキシトシン
- ヒト胎盤性ラクトゲン (HPL)

妊娠5ないし6か月になると、乳房は乳汁を生成し分泌できるようになる。出産間近には、黄色を帯びた初乳（コロストルム、コロストラム）を分泌するようになる。これが新生児の飲む最初の母乳である。初乳には重要な母親由来の抗体が含まれ、子供自身の免疫系が発達するまで感染防御についての一時的な繋ぎとなる。また、後に分泌される乳汁に比べ、免疫力を高める作用がある核酸類の含有量が高いほか、タンパク質含量が高く、脂質と糖質が少ない。乳汁成分の成熟は子供が乳首を吸うことが刺激になっておこり、出産後3-4日すると脂質および糖質が増えてくる。
初乳が出た後は、乳汁は子供の必要量分泌されるようになる。
母乳の性質は完全には解明されていないが、含まれる栄養素は比較的一定しており、それらは母親が食事として摂取したものから得られる。水と脂質との比率は食事と環境によって左右される。最初に分泌される母乳は水分含量が多く、脂質含量が少なく、糖質が多い。授乳が進行するにつれ脂質含量が増える。母乳の合成は常に行われている。

## 母乳を分泌する反射
乳首を吸うと反射的に母乳が出る（射乳反射）。この反射はオキシトシンというホルモンによって起こる。乳頭が刺激されると下垂体後葉よりのオキシトシン分泌が増加する。オキシトシンは乳腺の筋上皮細胞を収縮させ、乳汁を排出する。
この反射は特に初期の内は安定しない。子供をあやす情景を思い浮かべたり、子供の声（他人の子でも）を聞いたりすると、反射が亢進し、不必要に母乳を漏らしてしまったり、本番の授乳の際に母乳の出が足りなくなったりすることがある。しかしながら、授乳を始めて2週間もすると反射は安定する。母親がストレスや精神的な不安に晒されると、母乳の出に影響し、授乳がたいへん困難になる。
射乳反射が減弱する原因:
- 乳頭の傷、傷み。
- 子供からの隔離。
- 乳房手術の既往。

母乳の出が悪い場合には、射乳反射を助ける方法がある。たとえば:
- なじみのある落ち着いた快適な場所での授乳。
- 乳房や背中のマッサージ。
- タオル・シャワー等で乳房をあたためる。

## 利点
母乳栄養の利点は身体、精神両面にわたり、母子両者に及ぶ。子供は母体からの栄養素と抗体が得られる。授乳はまた心理的に母子の絆を強める。また、母乳栄養を行うと正常な腸内細菌叢（フローラ）が早期に形成され、下痢の防止と免疫機能に役立つ。
2007年の世界がん研究基金とアメリカがん研究協会による報告では、子どもを病気やがんのリスクを増やす肥満から守るとして6か月以上の母乳哺育を推奨している。

### 乳児の死亡率の低下
死亡した乳児（新生児を除く）を対象として調査した結果（1957年東京都）によれば、母乳栄養、混合栄養、人工栄養の各栄養法による死亡率比は、成熟児については、ほぼ1:2:3、未熟児については、ほぼ1:2:4の値を示していた。
健康な母体の母乳を飲んでいる子は乳幼児突然死症候群 (SIDS) 等の危険が少なく、SIDSの発症率は母乳を飲む場合が1のとき非母乳は4.8である。厚生労働省は、SIDSの予防として母乳栄養を推奨している。これは、人工乳栄養がSIDSを引き起こすということではない。米国小児科学会も母乳によるメリットとしてSIDSのリスクが低いことを挙げている。

### 子どもにとっての利点
乳房から直接飲む場合、母乳はいつでもどこでも体温にあたためられた状態で飲める。 
- 乳首を吸うことは歯その他発音器官の発達を促す[要出典]
- 健康上の利点が多いことは例えばAAPの声明にもみられる。

母乳栄養は以下のリスクを減らすのに役立つ:
- 消化器炎 [10]
- 下痢 [11][12]
- 気管支喘息 [13][1]
- アトピー性皮膚炎[1]
- 中耳炎[1]
- 肥満・糖尿病[1]
- 尿路感染症

#### 知能と母乳の関係
授乳で育った子どもの知能指数の平均は、そうでなかった子どもより高かったとする論文がいくつか提出された。だがJain (2002)という一学者 は、雑誌Pediatricsにおいて「詳細な検討を行った結果、母乳栄養が知能の発達をより促進すると結論付ける論文は過去にたくさんあるが、そのほとんどが結果を受け入れがたい質の低い論文である」とする反論がある。

#### 皮膚炎と母乳の関係
皮膚炎と母乳栄養に関する研究では、玉虫色の結果が得られた。母乳栄養で皮膚炎が減ったという報告もあれば、母乳栄養の期間は親の社会的地位の高さおよび皮膚炎の多さと関連し、子どもの皮膚炎のリスクを増すという報告もある。

### 母親にとっての利点
母乳栄養は母親にとっても利点がある。授乳の際分泌されるホルモンには気分を落ち着かせる効果がある。出産のできるだけ直後から母乳栄養を行うと、分泌されるオキシトシンが増加するため子宮復古を促進し、出血を抑える。母乳を生成するのに脂肪が消費されるため、ダイエット効果もある。。頻繁に授乳している間は排卵や月経の再開が遅れ（乳汁分泌無月経症候群参照）、妊娠しにくい。そのため、母親の貯蔵鉄が回復する。二次的に子どもを授かる間隔が広がる。母乳栄養を行った母親は、出産後骨の再石灰化が進むことも知られている。閉経前後を問わず、卵巣腫瘍や乳癌のリスクが減少することも知られている。

### 絆
80%の母親がマタニティブルーを経験している。母乳栄養を成功させるには、パートナーのさまざまな援助が重要である。そうすれば母子だけでなく父子の絆もまた強くなることであろう。
母子栄養は、パートナーと子どもとの間の人間関係に大きく影響しうる。父親によっては、母親が授乳している間、のけものにされているような感じを味わうことがあるようだが、家族の絆を強化する機会だと感じる父親もいる。
授乳は出生に関わる健康問題と並んで長時間を要する。母親の時間が減る分、父親と家族にとってはやらなければならないことが増える。多くの父親はわりとその点のサポートを嫌がらないので、却って家族の絆が強まるのである。2004年に妻の愛情が子どもに向かうことに嫉妬した夫によって妻が刺殺される事件が起きている。
予め搾乳しておいた母乳を用いれば母親以外の養育者の手で母乳栄養を行うことができる。現在ではさまざまな搾乳器があり、購入する事もレンタルすることもできる。

### 腸内細菌叢
ビフィズス菌は母乳栄養の糞便に多く存在する。正常な母乳栄養児のフローラはビフィズス菌が極めて優勢である。腸内のビフィズス菌を旺盛にするために母乳に多く含まれる乳糖が有効である。ビフィズス菌は、ビタミンB1、ビタミンB2、ビタミンK、その他ビタミンB群を生成し善玉菌として腸内の環境を整えるほか、花粉症などアレルギー症状の緩和にも貢献していることが分かってきた。乳幼児に多いロタウイルスによる感染性腸炎の抑制をする可能性が報告されている。

### 参考資料と研究
AAP、WHO、UNICEF資料の引用。引用部分のため訳出せず。下記URL参照
- Breastfeeding and the Use of Human Milk (米国小児科学会)
- Second International Conference on Nutrition[リンク切れ] (WHO/FAO)
- RCM Midwives Journal（2003年5月10日時点のアーカイブ）(英国助産師会)

## 母乳栄養が困難な場合
初期の頃はうまく授乳できない例は稀ではない。数週間もすればほとんどがうまくいくようになる。
2-3%の女性は、子供が必要とするだけのカロリーを母乳で与えることができない。母乳不足の理由ははっきりしないが、乳腺自体の問題であったり、多嚢胞性卵巣症候群 (PCOS) だったりということが原因として知られている。こういった場合でも、不足分を他の母親の母乳やミルクで補いながら授乳を続けて行くことが可能であるし、supplementary nursing system (SNS) と呼ばれる補助具（チューブ入りの細いテープで、乳房に貼り、不足分をそこから子供に飲ませる）を用いて母乳栄養を続ける方法もある。

### おっぱい嫌い
新生児には自然に唇に触れたものにしゃぶりつく反射が見られるが、乳房の乳首から母乳を吸うには哺乳瓶から吸う場合よりも学習が必要である。授乳を行う場合は、生まれたらすぐ乳房を吸わせ、乳房を吸うのに慣らしてしまうことが大事であるとする見解がある。
おっぱい嫌い Breast refusal の原因:
- 人工栄養
- 乳首状のおしゃぶり - 乳頭混乱をきたすことがある[22][23][24][25]
- 授乳のテクニック不足。
- 出生後弄られ過ぎた場合。[要出典]
- 新生児の唇にカンジダ症がある場合[26]）。
- 授乳中の妨害、中断。
- 母親から長時間引き離された場合。
- 風邪でもしばしば授乳が困難になる[27]。
- 嚥下困難、耳や咽の炎症による痛み
- 外科的疼痛（割礼、血液検査、ワクチン接種、など無麻酔で行われるもの[28]。

子供が成長し、歯が生えてくると授乳に困難をきたすようになる。なんとか授乳を続けることもできる。

### 子供の医学的条件
子供の哺乳を阻害する要件:
- 乳房につかまれない
- 吸啜反射の微弱
- スタミナの不足
- 口蓋裂などの医学的条件
- 低血糖、高血糖

未熟児は吸啜反射が弱く、疲労も速いので、授乳がうまくいかないことがある。
吸啜の問題を原因とする摂食困難の多くは、特殊な瓶と吸啜を刺激する乳首のついたハーバーマン哺乳瓶 (Haberman feeder) を用いて適切な栄養を行うことができる。子供がフェニルケトン尿症などの先天代謝異常をもっている場合は、特殊な食事療法が必要となる場合があり、母乳や通常のミルクは禁止されることがある。

## 母乳栄養に問題のある場合
母体の健康状態が悪い場合や、栄養状態が悪い場合には授乳している乳児に悪影響が及ぶ。

### 母親の医学的条件
手術、膿瘍、癌の既往がある女性も、多くが授乳可能である。しかし、乳房組織へのダメージがあると、豊胸術を含んだ乳房の手術の既往がある場合や感染がある場合は、問題が起こりうる。癌、特に乳癌と化学療法も問題になりうることが知られている。
HIV感染、AIDS、未治療で活動的な結核は母乳を通して子供に感染が移行しうる。いくつかの国々では、HIV陽性の母親が授乳することは幼児虐待扱いで捜査の対象となりうる。アメリカ合衆国では1998年に、あるHIV陽性の母親が自分の子に授乳しつづけ、子供のHIV感染予防に何らの手も打たなかったとして、ソーシャルワーカーに報告され事件となった。乳房に単純ヘルペス感染が起きている場合も授乳は避けるべきである。
乳腺炎は乳管の閉塞を原因とする乳房の炎症である。乳腺炎は乳房、乳頭の疼痛をきたし、発熱や流行性感冒様症状を引き起こしうる。乳腺炎があっても状況によっては授乳を継続できる。
急に断乳すると乳腺炎を引き起こしたり悪化させたりする。

### 母乳栄養が子供にとって危険な場合
母親の状態によっては、母乳栄養は子供にとって危険である。たとえば、母親が:
- HIVや活動性の結核に罹患している場合
- 成人T細胞白血病を起こすHTLV-1ウイルスのキャリアである場合（感染経路のほとんどが母乳感染である）
- 免疫抑制剤を服用している場合
- 母乳に移行する、子供に有害な薬品を服用している場合
- コカイン、ヘロイン、アンフェタミンなどの危険性のある薬品を使用している場合
- 水銀などの重金属に過剰に曝露している場合
- カフェイン、煙草、アルコールも量が増えるほど問題になる（下記）
- 放射性物質に過剰に暴露している場合（原子力事故による被曝など）
- 動物由来の食物を摂食しないヴィーガンの食事の場合、ビタミンB12欠乏症[32]。

## 食事の影響
母乳だけで育てる場合、乳児の栄養は完全に母乳に依存することになる。したがって、母親が健康的なライフスタイル、特に食生活を維持することが重要である。赤ん坊が大きくて成長が速い場合、妊娠中に母親が蓄積した脂質はすぐ消費されてしまい、母乳を作るが追い付かなくなることがある。授乳中の食事は通常、妊娠中並みに高カロリー高栄養であるべきである。授乳中の栄養研究会(The Subcommittee on Nutrition during Lactation)は、一日当たり1500 - 1800 kcal を勧めている。栄養不足の母親からも栄養価の高い母乳は得られるが、十分な栄養を取った母親と比較すると母乳中のビタミンA、D、B6、B12の含量が少なく、乳の出も悪くなりがちである。
また、母乳栄養だけだとビタミンKが不足しがちになる。このビタミンは血液凝固に関係するので、不足すると頭蓋内出血で死亡する原因になる。日本では新生児に経口でビタミンKを投与しているが、母親自身がビタミンKを十分摂取することも重要である。また、母親がビタミンD欠乏症を発症していなくてもビタミンDの欠乏状態にある場合、乳幼児の血中ビタミン量の推奨値を下回わることがあり小児のビタミンD欠乏症であるくる病を発症することがある。特に日本では、1990年代以降美白ブームが起こり日焼け（紫外線）に対する過度な忌諱が行われる傾向にあり、くる病の報告患者数が増加している。潜在的にビタミンDが不足しやすい母乳栄養では症状の改善が遅い。
ω-3脂肪酸であるドコサヘキサエン酸(DHA)は脳などのリン脂質に含まれる脂肪酸の主要な成分であり、胎児、乳児はDHAを多く必要とする。DHAを多く含むシーフードをたくさん摂取するところほど母乳内のDHAは高い。母体から胎児への転送により、妊娠・出産期には母親には無視できないω-3脂肪酸の枯渇の危険性が高まり、その結果として産後のうつ病の危険性に関与する可能性がある。ω-3脂肪酸であるα-リノレン酸からヒトの体内でDHAを合成することもできる。植物油はω-6脂肪酸であるリノール酸を多く含むものが多く、バランスよくω-3脂肪酸を摂取する必要がある。
魚に水銀が含まれるため摂取の仕方に推奨があるが、魚に含まれるω-3脂肪酸は胎児の発育を促し、水銀の少ない魚類の平均的な摂取量であれば問題は生じない。サケ、イワシ、サバ、エビ、スケトウダラ、カレイは水銀が少ない。
授乳中に完全に禁止される食品はないが、何か特殊なものを摂取した場合、乳児はそれに対する感受性があるかもしれない。
牛乳タンパク質は、乳製品を食べた母親の母乳中からも検出される。
母乳栄養を行う母親は喫煙とニコチン摂取に注意すべきである。母親がヘビースモーカー（一日当たり20本を超える）である場合、母乳の生成が減少することや、嘔吐、下痢、頻脈、落ち着きのなさの原因になることが知られている。こういった場合、母乳栄養の利点と、ニコチンによって引き起こされる可能性のある問題のどちらが大きいかは現在研究中である。喫煙環境では乳幼児突然死症候群(SIDS)が起りやすいことも知られている。喫煙者の母親は、授乳開始前から授乳中にかけて煙草を吸わないようカウンセリングされ、節煙や禁煙について誰かに手助けしてもらうことを勧められる。
アルコールの飲み過ぎが子供にとって危険であることも知られている。安全なアルコールの量がどの程度かはまだコンセンサスがない。しかし、たまに少し飲む程度なら問題がないだろうというのが一般的な見解である。それほどアルコールを飲まなかった場合でも、母乳中のアルコール濃度は30 - 90分後にピークになる。既に知られている胎生期のアルコール曝露の危険性を考えると、医療関係者は安全側に振って、授乳中の母親はアルコールを控えるべきだとしている。
授乳中の母親はカフェインを控えるべきだとアドバイスされる。
マリファナに含まれるようなカンナビノイドはAAPによって乳汁移行性のある化合物として挙げられている。研究によるとマリファナ中のある種の成分は血中半減期が極めて長い。生後1か月の間に母親の母乳からカンナビノイドを摂取したことと、その子が1歳の時に運動能力が低かったことは関連がある。

## さまざまな授乳のしかた
母乳栄養以外の選択肢については授乳を参照のこと。
乳房から母乳を飲む場合と、哺乳瓶から飲む場合とでは、赤ん坊の飲み方が異なる。前者の場合、吸引するというより、舌で乳首をマッサージして絞り出す感じに近く、それ程口の奥まで入らない。哺乳瓶ではもっと勢い良く吸引できるだろう。通常のものより長めに作られた矯正乳首(Orthodontic teats)の方が乳房の代用としては好ましい。
母乳のみで育てる場合、平均して一日に6 - 14回の授乳が必要である。この所要量は子供によって大きく異なる。新生児期は一回 30 - 90 mlで、乳児期に入ると 120 ml 程度である。これも子供次第であるし、発育につれ量は多くなる。子供の空腹のサインを認識することが重要である。また、乳の必要量は子供自身が知っているという立場から、乳を欲しがる頻度、一回当たりの授乳時間は子供に従うようにアドバイスされる。乳腺での母乳の合成量は、搾乳される母乳の量（頻度と時間）に依存している。

### 搾乳

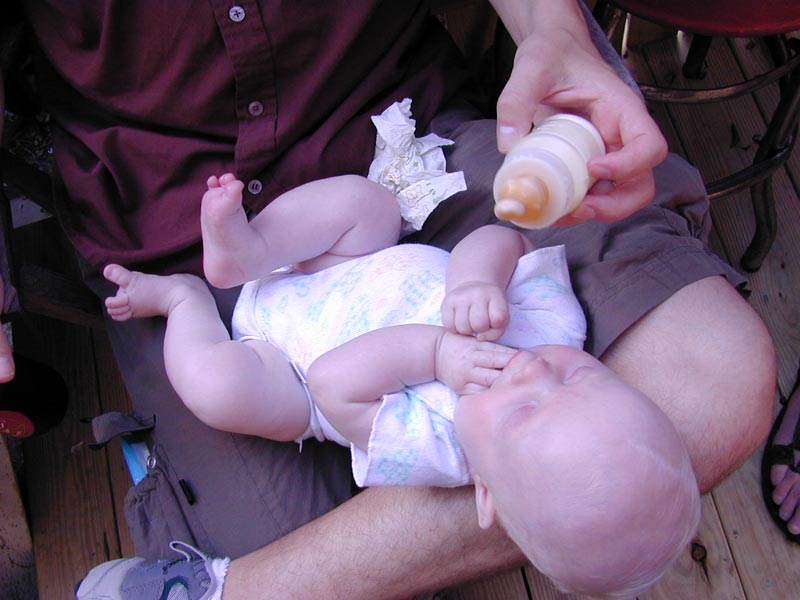
予め搾乳した母乳を哺乳瓶で授乳することもできる

母乳を人工的に搾って保存しておけば、不在時においても自分の母乳を与えることができる。母乳を搾るには自分の手で搾乳してもいいし、搾乳用ポンプを用いてもいい。SNSや哺乳瓶にいれて保存する。搾乳した母乳は7時間以内に用いる。それ以上保管する場合は冷蔵ないし冷凍する。冷蔵で8日間、冷凍すると4か月利用可能である。
搾乳は、歯が生え始めた子供にかまれたり（母親が痛がればやむことが多いのだが）して乳首が痛む場合も便利である。
搾乳した自分の乳を他の人に提供する場合もある。

### 育児用粉ミルク
WHOは全ての母親に母乳栄養を勧めている。
母乳栄養を選択しなかったり、不可能だったりする場合は粉ミルクを利用する。
1981年には世界保健機関が、代替製品の宣伝を避けるための国際基準を策定した。
21世紀でも、アメリカではヘルシーピープルにより、日本では厚生労働省が母乳育児を推奨するガイドを作成し普及に努めている。

### タンデム授乳、過期授乳、共同授乳
両方の乳房から二人の子供に同時授乳することを「タンデム授乳」という「ダブルフィーディング」と呼ぶ人もいる。
最もよく見られるのは双生児を同時に授乳する場合である。双子といっても、同じようにお腹がすくわけではない。同時に授乳しようとすると、その子なりのペースで母乳を飲むことを阻害しかねない。
三つ子以上になると、全ての子供のペースに合わせ食欲を満足させるのはとても難しくなる。母乳で三つ子以上を育てた母親はいるが、別の選択肢を使うのが普通である。
双子でなくても、先に生まれた子供が離乳しないうちに次の子供が生まれた場合もタンデム授乳が便利である。この場合、妊娠の最後になると母乳はこれから生まれてくる子供向けに初乳になる。初乳状態の母乳を飲ませ続けることも、これを切っ掛けにして上の子を断乳することもある。
女性によっては3歳、まれには7歳の子供にまで母乳を与え続けることがある。
アフリカなどの発展途上国の一部では、複数の母親が一人の子供に授乳することも普通にみられる。この「共同授乳」は出生時はHIV陰性だった乳児にHIV感染が拡大する原因の一つとして注目されている。
乳母 参照

## 授乳法
赤ん坊は通常、泣いたりぐずったりして空腹を知らせる。赤ん坊の頬を撫でると、撫でた向きに顔を向けて唇を開く（原始反射の一つ。哺乳反射と呼ばれる）。授乳中はのどがかわくことがあり、最初の頃は一回の授乳に1時間もかかることがあるので、授乳中、飲み物をとって水分を補給するのが普通である。

### 赤ん坊の抱き方
授乳は自然な行為に見えるが、上手に授乳するにはそれなりのテクニックが必要である。授乳がうまくいかない主な理由は赤ん坊の抱き方で、抱き方が悪いと乳首や乳房をいためやすい。乳児の頬を軽く押して乳首を口につけると、乳児は唇を開き乳首の側を向く。そこで乳首と乳輪が乳児の口一杯になるくらいに含ませる。そうすると乳首は赤ん坊の咽の奥に当たるはずである。陥没乳頭、扁平乳頭の場合はマッサージによって赤ん坊がしゃぶりつけるだけの余地をつくりだせる。普通のブラジャーより乳首を出しやすい「授乳用ブラ」を使う女性が多い。
数分たつと、あるいは十分長く飲んだ後、赤ん坊は乳首を離そうとする。そのまま同じ乳房から飲み続けることもあるし、もう一方の乳房を与えてもよい。乳腺が空になっていくにつれ、脂質含有量が増える。
授乳時間はさまざまであり、授乳している女性が快適な状態にあることが重要である。
- 直立 : 背筋を延ばした授乳法。
- モバイル : だっこバンド等で赤ん坊を支えたまま授乳する。家事その他をしながら授乳できる。
- 寝たまま : 夜間の授乳、帝王切開後の授乳に適す。
  - 背もたれ型 : 少し上体を起こす。タンデム授乳に極めて便利。
  - 添い寝型 : 赤ん坊を母親の横に置く。

授乳中に赤ん坊を抱く方法にはいろいろあり、母親の快適さと子供の好みで選ばれる。例えば、片側の乳房の方を選り好みする子もいる。ほとんどの女性はだっこスタイル(Cradling Position)で授乳している。子供の身長、母親の体格によって、子供を縦に抱く（縦抱き）も横に抱く（横抱き）こともある。
- だっこスタイル
  - 順抱き : 母親は背中を延ばし、腹部の前に腕を水平に出す。その肘の内側で子供の頭を支える。お腹とお腹が触れる格好である。
  - 逆抱き : 上記同様だが、子供の向きが逆になり、頭を肘ではなく手で支える。
- ラグビー型 : ラグビーの球を抱えるように、真直ぐ座り、腕と両手で子供を支える。両手の中に頭が入る。
- 這い上がり型 : 母親は仰向けになり、その上に子供をうつぶせに、お腹とお腹がくっつくようにする。授乳困難な子供のためになる。

タンデム授乳の場合、一方の乳房から他方へ赤ん坊を抱きかえることができないので腕が疲れやすく、特に子供が成長するとますますやっかいなことになる。サポート用の枕を用意する母親が多い。好まれるスタイルは:
- 二重だっこ型(Double cradle hold)
- 二重把握型(Double clutch hold)
- 一人はだっこ、一人はつかむ型(One clutched baby and one cradled baby)
- 寝たまま型

### 乳房と乳首の痛み
場合によっては授乳が痛みを伴う場合がある。テクニック不足によるものは通常しばらくすると改善される。乳管が閉塞すると、乳房の充血や炎症が起るが、その際はマッサージを行うと同時に、むしろ積極的に問題のある側の乳房を吸わせ、症状が収まるまでできるだけ空にしておくことが良いとされている。乳首にカンジダ症がある場合も痛い。授乳時間を制限しても痛みは防止できない。
紅毛碧眼の人は乳首の割れをもっとも経験しやすいといわれているが、赤ん坊を抱く姿勢が悪いと、誰にでも起こりうる。赤ん坊がまだ上手に乳房にしゃぶりつかせたり乳房を離したりするのができない場合も、舌や吸引によって乳首の傷みが起こりうる。吸うのをやめさせる場合は、赤ん坊が乳房を離した隙をみて、唇のところに指を入れるか、静かに乳首を押し下げる。きついブラや搾乳器の誤用は乳房や乳首の痛みの原因になる。哺乳瓶を使ったりニップルシールド（乳首保護具）を使ったりしても赤ん坊の吸い方が変わってしまう。
乳首の保護に医療用のラノリン（羊の皮膚や毛に含まれる高級脂肪酸および高級アルコールのエステルの混合物。）を用いる母親もいる。日本薬局方の第二部にも「加水ラノリン」が収載されている。6週間も授乳をすれば、母子共にテクニックが上達しこれらの問題は解消に向かう。

### 離乳、断乳
離乳とは成長に伴い母乳や育児用ミルクの乳汁だけでは不足するエネルギーや栄養素を補完するために幼児食に移行する過程をいい、授乳をやめることが断乳である。
日本では乳房に恐い顔を描く、乳首に辛子を塗るなどの方法をとることもあり、泣いても言って聞かせておっぱいを出さないなどの説得作戦もある。
ほとんどの哺乳類は離乳の末期にラクターゼの分泌が止まり、乳糖不耐症になる。一部の欧州圏などではラクターゼ活性持続症の遺伝子を持つ人の割合が多い。

## 母乳栄養
人類の歴史の初期は他の手段がないため、他の哺乳類と同様、母乳を授乳するのが普通だった。多くの発展途上国では現在でもこの状態がみられる。
エジプト、ギリシャ、ローマ帝国では母親は自分の子供に授乳したが、後の時代になると乳母が雇われ王室の授乳役となった。高貴な生まれの者、または王家に嫁いだものが乳母に授乳させるというこの習慣は西欧で長く続いた（乳母参照）。
ブラーフマナによると、2世紀インドでは授乳は普通に行われていたが、出産後最初の4日は授乳せず、初乳は捨てられていたらしい。

### 他の手段の台頭
西洋で最初に母乳以外の方法が一般的になったのは15世紀末のことだった。当時の労働条件が定期的な授乳を容易に許さなかったため、母乳の代わりに牛や羊の乳を与えたのである。牛や羊の乳を与えることの問題が表れるとこのやり方は消えていき、16世紀末には再び母乳栄養がほとんどの家庭で好まれるようになった。1583年にイタリア人Hieronymus Mercurialisが記す所によると、一般に母親は早ければ3か月、遅くても13か月で断乳したとのことである。
19世紀、小麦粉やシリアルをブイヨンや水でといたDry nursingが用いられた。この頃には都市化が進み、都市部と田舎では授乳の習慣に明確な差が生じていた。都市部では代替する食品が手に入りやすかったので授乳期間は田舎より短かった。
小児用ミルクを開発したのはアンリ・ネスレ（食品企業「ネスレ」の創始者）で、1860年代のことである。粉ミルクは第二次世界大戦後のベビーブーム時代に爆発的な売れ行きをしめすこととなった。先進国での出生率が落ち着き、売れ行きが落ちると、ネスレや他の企業は工業化が進んでいない国々に向けて商品を売り込んだ。工業化が進んだ国では政府が率先して母乳栄養の利点に光を当てる戦略にでた。

### 日本における母乳栄養
伝統的に日本では家庭で出産し、乳房をマッサージしながら母乳を直接授乳した。断乳は遅めで、稀な例では思春期の初めごろまで母乳を与えることがあった。
第二次世界大戦後、（近代西洋医療の）医療機関の普及にともない、病院（産院）での出産が増え、そこでは新生児は新生児室に入れられ粉ミルクを与えられた。アメリカでの粉ミルクのブームもあり、1950年頃からは母乳栄養が衰退し、人工栄養が増加した。WHOと厚生省はこれを憂慮し、厚生省は1974年に母乳栄養推進運動を開始、母乳栄養の利点を広めた。その後、劇的に母乳栄養が復活し社会に定着した。
ユニセフと世界保健機関は「母乳育児がうまくいくための10のステップ」を策定し、長期に渡って母乳育児に積極的に取り組み認定審査に通過した施設を「赤ちゃんにやさしい病院」として認定している。日本国内における認定審査業務を委託された日本母乳の会のウェブサイトからは、赤ちゃんにやさしい病院として認定されている国内66施設（2019年8月現在）の所在地を確認することができる。日本は赤ちゃんにやさしい病院が作られた最初の先進国である。
厚生労働省による「授乳・離乳の支援ガイド」が2019年3月に改訂され、母乳の利点として 1. 乳児に最適な成分組成で少ない代謝負担、2. 感染症の発症及び重症度の低下、3. 小児期の肥満やのちの2型糖尿病の発症リスクの低下、の3点が報告されていることが明記された。また、母乳を与えることによる 1. 産後の母体の回復の促進、2. 母子関係の良好な形成などの利点が挙げられた。一方で、「完全母乳栄養児と混合栄養児との間に肥満発症に差があるとするエビデンスはなく、育児用ミルクを少しでも与えると肥満になるといった表現で誤解を与えないように配慮」すべきことも付記された。

### カナダにおける母乳栄養
1994年のカナダ政府による調査では、カナダにおける73%の母親が母乳栄養を始めた。1963年には38%であったため大きく上昇している。母乳栄養を行っている割合は西部カナダ人の方が高く、Atlantic provinceでは53%なのに対し、ブリティッシュ・コロンビアでは87%である。回答を寄せた90%以上の女性が赤ん坊にとって母乳栄養は人工栄養に優ると考えていた。
母乳栄養を行っていない女性の内、40%は人工栄養の方が楽だからと答え、これが最も多い回答だった。母親の年齢、教育水準、収入が高い程母乳栄養を選び、既婚女性の方が未婚女性より母乳栄養を好んだ。
母乳栄養を行った女性の内約40%は3か月以内に母乳栄養を止めており、自分の母乳の出が足りないのではないかと考えている母親は母乳栄養を止める傾向にある。3か月以上母乳栄養を続けた女性の場合、復職または「最初から決めていた期間になったから」というのが大きな理由である。
2003年のLa Leche League Internationalによる研究では、72%の母親が母乳栄養を開始し、31%が4か月以降も続けている。
1996年のカナダ公衆衛生学雑誌 (the Canadian Journal of Public Health) に発表された論文によると、バンクーバーでは82.9%の母親が母乳栄養を始めているが、帝王切開と経膣分娩ではその率が異なり、前者は91.6%、後者は56.8%であった。9か月後には母乳栄養を続けていた母親は18.2%であり、母乳栄養は母親の婚姻状況、教育、家計に有意に相関している。

### キューバにおける母乳栄養
1940年以降、キューバは憲法でも母乳栄養の利点を認め、これを推進することとなった。

### 推進運動
WHOはNGOとともに母乳栄養推進に働きかけている。このため各国政府は母乳栄養推進戦略を固め活動を展開している。
例えばこのようなキャンペーンや戦略がある:
- National Breastfeeding Week - イギリスの母乳栄養推進週間
- The Department of Health and Ageing Breastfeeding Strategy - オーストラリア保健省の母乳栄養推進計画
- The National Women's Health Information Center - アメリカ合衆国の女性保健情報センター
- La Leche League International - ボランティア団体。母親同志の国際グループ。

1981年にWHOとユニセフが「母乳代替品のマーケティングに関する国際基準」を作ったが、IBFANのネットワークに含まれるものをはじめとして、いくつかの組織が問題点を指摘された。この基準については（）等参照。日本は棄権し、アメリカ合衆国は反対した（1994年に反対を撤回）。

#### 母乳育児がうまくいくための 10 のステップ
2018年、WHOとUNICEFは、母乳育児をサポートするための指針として、以下のように「母乳育児がうまくいくための 10 のステップ」（The Ten Steps to Successful Breastfeeding, 2018）を定めた（翻訳：NPO 法人日本ラクテーション・コンサルタント協会）。
施設として必須の要件
- 1a. 「母乳代用品のマーケティングに関する国際規準」と世界保健総会の関連決議を完全に順守する。
- 1b. 乳児栄養の方針を文書にしスタッフと親にもれなく伝える。
- 1c. 継続したモニタリングとデータ管理システムを確立する。
- 2. スタッフが母乳育児を支援するための十分な知識、能力、スキルを持つようにする。

臨床における必須の実践
- 3. 母乳育児の重要性とその方法について、妊娠中の女性およびその家族と話し合う。
- 4. 出産直後からのさえぎられることのない肌と肌との触れ合い（早期母子接触）ができるように、出産後できるだけ早く母乳育児を開始できるように母親を支援する。
- 5. 母親が母乳育児を開始し、継続できるように、また、よくある困難に対処できるように支援する。
- 6. 医学的に適応のある場合を除いて、母乳で育てられている新生児に母乳以外の飲食物を与えない。
- 7. 母親と赤ちゃんがそのまま一緒にいられるよう、24 時間母子同室を実践する。
- 8. 赤ちゃんの欲しがるサインを認識しそれに応えるよう、母親を支援する。
- 9. 哺乳びん、人工乳首、おしゃぶりの使用とリスクについて、母親と十分話し合う。
- 10. 親と赤ちゃんが継続的な支援とケアをタイムリーに受けられるよう、退院時に調整する。

### 行き過ぎた推進運動に対する反省
行き過ぎた母乳推進運動に対する反論も多く認める。
90%以上の母体では充分に母乳を分泌できると考えられる反面、母乳の有益性を強く進めすぎる余り、母乳分泌の悪い母親がで人工乳を与えず、赤ちゃんが低血糖を起こすまで低栄養状態で粘ることなどの問題が臨床現場でしばしば認められる。
母乳を肯定する論文が乱立した時期があり、例えば「母乳栄養の子供は人工乳栄養よりも知能が高い」といった論文も複数だされたが、Jain は小児科領域における権威的雑誌「Pediatrics」で2002年に「詳細な検討を行った結果、母乳栄養が知能の発達をより促進すると結論付ける論文は過去にたくさんあるが、そのほとんどが結果を受け入れがたい質の低い論文である」とそれまでの母乳優位の検証自体に問題があると提起している。
米国小児科学会は2012年に「最近の研究発表やシステマティック・レビューから、母乳と母乳育児が乳児栄養の基準・標準である、という結論が確固たるものとなってきている」「生後6ヵ月間は母乳のみで、その後補完食を開始し、少なくとも生後1年間もしくは母子がお互いに望む限り母乳育児を継続するという推奨を再確認している」などとする宣言を小児科領域における権威的雑誌「Pediatrics」に掲載した。
2006年、国内の小児科学雑誌で完全母乳栄養児における低血糖の症例が報告された。
こうした事例に基づいて「赤ちゃんの状況を充分に観察せずに母乳だけに頼ること」の危険性が取り上げられ、完全母乳栄養にこだわりすぎることに対して小児科領域で大きな議論を起こした。
母乳栄養は乳幼児突然死症候群（SIDS）のリスクを下げるといわれてきた。
2005年の米国小児科学会による声明では、SIDSのリスクとして人工乳が取り上げられることはなかった。
その後の研究の蓄積を待って、
2016年の改訂ではSIDS予防として母乳栄養が推奨されている。
2019年に改訂された厚生労働省「授乳・離乳の支援ガイド」では、小児期の肥満の発症リスクの低下などの母乳栄養の利点を挙げるとともに、注釈に「完全母乳栄養児と混合栄養児との間に肥満発症に差があるとするエビデンスはなく、育児用ミルクを少しでも与えると肥満になるといった表現で誤解を与えないように配慮する」と付記した。
なお、WHO/UNICEFの「母乳育児がうまくいくための 10 のステップ」で記載されているのは「医学的に適応のある場合を除いて、母乳で育てられている新生児に母乳以外の飲食物を与えない」であり、医学的適応がある場合の人工乳の使用を妨げるものではない。また、「母乳育児の重要性とその方法について、妊娠中の女性およびその家族と話し合う」といった、医療者による支援体制の整備を求める項目から構築されており、母親やその家族の心構えに言及するようなものではない。

### 発展途上国
多くの国、特に総じて健康状態の貧困な国では、5歳未満での死の主たる理由が栄養不良であり、0歳児の死因の60%がこれである）。Plan International や La Leche League といった国際組織は母乳栄養を全世界で推進しており、産婦の教育や、母乳栄養のみを実施する女性の数を増やすための政策に協力している。
多くの発展途上国では伝統的な信条によって異なったアドバイスがなされる。ガーナではいまなお母乳と同時に赤ん坊に茶を飲ませることがしばしば行われている。こうすると母乳オンリーの育児の利点を損なうし、鉄の吸収が悪くなる。鉄の吸収は鉄欠乏性貧血の予防にも重要である。

### 先進国
1981年、118ヵ国の賛成で「母乳代替品のマーケティングに関する国際基準」が成立した。しかしアメリカ合衆国は憲法で保証された表現の自由に抵触するとしてこれに反対した。法人にもひとりひとりの人間と同じ人権があるというのである。また日本は棄権した。

### 公共の場での授乳
多くの国では、公衆が集まる場所で授乳することは母親の権利であると適切に法律で定められている。
アメリカ合衆国では「授乳権法」the "Right to Breastfeed Act" (HR 1848)が法文化された（1999年9月29日）。連邦のいかなる施設でも女性は自分の子に授乳することができる。しかしながら、州によってはその州の施設について同様の法制化が行われていないこともある。2005年6月までに、35の州で授乳する母親とその子供を守る法律が制定されており、いかなる公共の施設でも授乳は合法である。
イギリスの保健省Department of Healthは調査の結果、ほとんど(84%)の人々が独立した場所で行われる限りにおいて公共の場での授乳を認めていると発表した。それと対照的に、67%の母親は公共の場での授乳が世論の糾弾を浴びるのではないかと案じている。スコットランドではこのような脅威と戦うために、公共の場で授乳する女性を守る法案が提出され議会を通過した。許可された場での授乳を妨害すると￡2500以下の罰金となる。
カナダでは「人権と自由の憲章」(the Canadian Charter of Rights and Freedoms) において男女差別問題に関係してある程度の保護がある。しかし、授乳の権利は明文化されていない。1989年、カナダ最高裁は妊娠は女性特有の状態の一つであって、妊娠をもとにした差別は男女差別の一つであるという判決を下した (Brooks v. Canadian Safeway Ltd.)。また、男性と同様女性も自分の胸を露出することが許されるともある。ブリティッシュコロンビア州では、ブリティッシュコロンビア人権会議・方針と手続きの手引き (the British Columbia Human Rights Commission Policy and Procedures Manual) が女性勤労者が授乳を望んだ場合それを権利として認めることを定めている。
乳児を連れて外出する際、哺乳瓶に絞った母乳を入れ持ち運ぶ場合もある。ただし、直接の授乳になれた赤ん坊は哺乳瓶を嫌うことがあるのでうまくいかないこともある。

### 各国における近年の進展
次の表は、母乳栄養がどの程度実施されているかを示すものである。
| 国                 | 母乳栄養率 | 年（西暦） | 授乳方法            |
| ------------------ | ---------- | ---------- | ------------------- |
| アルメニア         | 0.7%       | 1993       | 母乳のみ            |
| アルメニア         | 20.8%      | 1997       | 母乳のみ            |
| ベナン             | 13%        | 1996       | 母乳のみ            |
| ベナン             | 16%        | 1997       | 母乳のみ            |
| ボリビア           | 59%        | 1989       | 母乳のみ            |
| ボリビア           | 53%        | 1994       | 母乳のみ            |
| 中央アフリカ共和国 | 4%         | 1995       | 母乳のみ            |
| チリ               | 97%        | 1993       | 母乳優位            |
| コロンビア         | 19%        | 1993       | 母乳のみ            |
| コロンビア         | 95% (16%)  | 1995       | 母乳優位(母乳のみ)  |
| ドミニカ共和国     | 14%        | 1986       | 母乳のみ            |
| ドミニカ共和国     | 10%        | 1991       | 母乳のみ            |
| エクアドル         | 96%        | 1994       | 母乳優位            |
| エジプト           | 68%        | 1995       | 母乳のみ            |
| エチオピア         | 78%        | 2000       | 母乳のみ            |
| マリ共和国         | 8%         | 1987       | 母乳のみ            |
| マリ共和国         | 12%        | 1996       | 母乳のみ            |
| メキシコ           | 37.5%      | 1987       | 母乳のみ            |
| ニジェール         | 4%         | 1992       | 母乳のみ            |
| ナイジェリア       | 2%         | 1992       | 母乳のみ            |
| パキスタン         | 12%        | 1988       | 母乳のみ            |
| パキスタン         | 25%        | 1992       | 母乳のみ            |
| ポーランド         | 1.5%       | 1988       | 母乳のみ            |
| ポーランド         | 17%        | 1995       | 母乳のみ            |
| サウジアラビア     | 55%        | 1991       | 母乳のみ            |
| セネガル           | 7%         | 1993       | 母乳のみ            |
| 南アフリカ         | 10.4%      | 1998       | 母乳のみ            |
| スウェーデン       | 55%        | 1992       | 母乳のみ            |
| スウェーデン       | 98%        | 1990       | 母乳優位            |
| スウェーデン       | 61%        | 1993       | 母乳のみ            |
| タイ               | 90%        | 1987       | 母乳優位            |
| タイ               | 99% (0.2%) | 1993       | 母乳優位 (母乳のみ) |
| タイ               | 4%         | 1996       | 母乳のみ            |
| ザンビア           | 13%        | 1992       | 母乳のみ            |
| ザンビア           | 23%        | 1996       | 母乳のみ            |
| ジンバブエ         | 12%        | 1988       | 母乳のみ            |
| ジンバブエ         | 17%        | 1994       | 母乳のみ            |
| ジンバブエ         | 38.9%      | 1999       | 母乳のみ            |

## 妊娠を伴わない乳汁分泌
妊娠したことのない女性も母乳を分泌することがあり、妊娠で出る母乳と成分にはほとんどまたは差がないと考えられている。稀に男性が乳汁分泌することもある
疾患としての乳汁分泌には、プロラクチンの分泌過剰によるものがある。乳汁分泌、下垂体性無月経（女性）、インポテンツや女性化乳房（男性）を主な症候とする。下垂体の腫瘍（プロラクチン産生下垂体腺腫、プロラクチノーマ）が最も多い原因である。抗精神病薬による副作用の高プロラクチン血症も知られている。

## 母乳とう蝕の関係
母乳中に7%程度含まれるラクトースはう蝕を起こすため、母乳は乳児のう蝕発生の要因であると考えられてきた。このラクトースでは、試験管の中で乳歯と細菌を入れ最適な条件で培養するといったような実験室的な環境ではう蝕が発生するものの、臨床的にはほぼ発生することがないことが確認された。統計的には、母乳で育った子供にはう蝕の発生が多いという結果があるが、これは母乳そのものによるものではなく、母乳栄養によってその後の不規則な食事の時間など食習慣が決定されるためである。
またおしゃぶりや哺乳瓶の使用によりう蝕罹患率が高くなるとする研究もある。